# Segretario generale delle Nazioni Unite
Il segretario generale delle Nazioni Unite (UNSG o SG) è la massima autorità del Segretariato, uno degli organi principali delle Nazioni Unite. Inoltre svolge il ruolo di diplomatico e mediatore globale.
L'attuale segretario generale è il portoghese António Guterres, in carica dal 1º gennaio 2017.

## Funzioni
Il suo ruolo è regolamentato dallo Statuto delle Nazioni Unite: viene eletto dall'Assemblea generale su proposta del Consiglio di sicurezza. Le funzioni principali del segretario generale sono: rappresentare l'ONU in ambito internazionale, dirigere l'apparato burocratico ed eseguire le decisioni prese dall'Assemblea generale e Consiglio di sicurezza. Al segretario generale spetta il titolo di Eccellenza.

## Storia
L'art. 97 non fissa la durata del mandato, questa deve risultare in qualche modo concordata tra Assemblea e Consiglio; quando manchi un termine finale concordato, la soluzione più ortodossa consiste nel ritenere che il Segretariato duri in carica finché non sia revocato dall'Assemblea su proposta del Consiglio. Dal 1962 il segretario generale in carica ha sempre portato a termine il proprio mandato; gli unici che lo terminarono prima della scadenza furono il norvegese Trygve Lie, che si dimise nel 1952, e il suo successore, lo svedese Dag Hammarskjöld, che morì nel 1961 in un incidente aereo; U Thant fu originariamente eletto per la durata del mandato residuo di Hammarskjöld, poi riconfermato per quattro anni; successivamente ricevette un terzo mandato dal 1º gennaio 1967 al 31 dicembre 1971. Da allora la cadenza quinquennale del mandato è stata sempre rispettata.
L'unico ex segretario generale delle Nazioni Unite vivente è il sudcoreano Ban Ki-moon (n. 1944), in carica dal 2007 al 2016 per due mandati.

## Processo di nomina
Il segretario generale rimane in carica cinque anni, funzione che può essere rinnovata in modo indefinito. Fino ad ora nessun segretario generale è stato eletto per più di tre mandati. Lo Statuto delle Nazioni Unite stabilisce che il segretario generale venga nominato dall'Assemblea generale su raccomandazione del Consiglio di sicurezza. Di conseguenza, le selezioni sono soggette al veto dei cinque membri permanenti del Consiglio.
Mentre la nomina e il processo di approvazione del segretario generale sono stabiliti dalla Carta dell'ONU, sono emerse delle linee guida per quanto riguarda i termini massimi ed il processo di selezione. Questi includono il limite di due mandati di cinque anni, una rotazione regionale (per continenti) in base alla nazione di origine del candidato, e la regola che il candidato non deve essere cittadino di uno dei cinque membri del Consiglio di sicurezza.
Lo Statuto delle Nazioni Unite menziona il segretario generale nel Capitolo XV, Artt. 97-101. L'Art. 97 stabilisce che è l'Assemblea generale a nominare il segretario generale. In ogni caso è il Consiglio di sicurezza che propone il candidato. Questo implica che ognuno dei cinque membri permanenti del Consiglio può porre il veto per opporsi alla raccomandazione. L'Art. 98 enuncia che il segretario generale ha, inoltre, il compito di supervisionare le operazioni del Consiglio di sicurezza, dell'Assemblea generale e del Consiglio economico e sociale, ed esplica altresì altre funzioni che gli vengono affidate da tali organi. Il segretario generale ha anche il potere di avvertire l'Assemblea generale e il Consiglio di sicurezza in caso di minaccia al sistema internazionale (Art. 99).
Il segretario generale, insieme con il Segretariato, ha la prerogativa di non mostrare fedeltà nei confronti di alcuno Stato membro ma solo verso le organizzazioni dell'ONU.
Nei primi anni del 1960, il Primo segretario sovietico Nikita Khrushchev condusse uno sforzo per eliminare la posizione di segretario generale. Khrushchev propose di sostituire il segretario generale con un Consiglio di tre persone: un membro proveniente da un Paese occidentale, uno dal blocco socialista e uno dai Paesi non allineati. Il progetto, tuttavia, cadde quando i Paesi membri dell'ONU non sostennero la proposta sovietica.
Il Consiglio di sicurezza e l'Assemblea generale hanno adottato provvedimenti per rendere più trasparente il processo di selezione e per la prima volta nel 2016 hanno inviato una lettera agli Stati membri chiedendo loro di nominare poi dei candidati.

## Elenco dei segretari
| Nº | Immagine                | Segretario generale | Mandato                                        | Nazione       | Nazione                  | Motivo del ritiro                                             |
| -- | ----------------------- | --- | ---------------------------------------------- | ------------- | ------------------------ | ------------------------------------------------------------- |
| ―  | Gladwyn Jebb            | Gladwyn Jebb (1900-1996) | 24 ottobre 1945 – 31 gennaio 1946              | Regno Unito   | Europa occidentale       | Mandato provvisorio.                                          |
| ―  | Gladwyn Jebb            | Dopo la seconda guerra mondiale fu, nel 1945, segretario esecutivo della commissione preparatoria delle Nazioni Unite per poi esserne nominato segretario generale pro tempore fino all'elezione di Trygve Lie. |                                                |               |                          |                                                               |
| 1  | Trygve Lie              | Trygve Lie (1896–1968) | 1º febbraio 1946 – 10 novembre 1952            | Norvegia      | Europa occidentale       | Dimissionario.                                                |
| 1  | Trygve Lie              | Lie, ministro degli esteri e già leader dei laburisti norvegesi, era sostenuto dall'Unione Sovietica per la carica. Dopo il coinvolgimento delle Nazioni Unite nella guerra di Corea l'URSS pose il veto alla riconferma di Lie nel 1951. Gli Stati Uniti aggirarono il veto sovietico e sostennero la riconferma direttamente all'assemblea generale. Lie fu riconfermato con 46 voti a favore e 5 contrari, con 8 astenuti. L'URSS rimase ostile a Lie, che si dimise nel 1952. |                                                |               |                          |                                                               |
| 2  | Dag Hammarskjöld        | Dag Hammarskjöld (1905–1961) | 10 aprile 1953 – 18 settembre 1961             | Svezia        | Europa occidentale       | Deceduto in un incidente aereo in Rhodesia Settentrionale.    |
| 2  | Dag Hammarskjöld        | Dopo una serie di veti incrociati, Hammarskjöld emerse come candidato accettabile dal consiglio di sicurezza e fu anche rieletto all'unanimità per un secondo mandato nel 1957. L'URSS fu irritata dalla leadership di Hammarskjöld durante la crisi del Congo, e suggerì che il suo incarico fosse rimpiazzato da una troika, o un triumvirato. Dopo una tenace opposizione dei Paesi occidentali, l'URSS ritirò la sua proposta. Hammarskjöld rimase ucciso in un incidente aereo nella Rhodesia Settentrionale, odierno Zambia, durante una missione di pace in Congo. Il presidente statunitense John Kennedy disse di Hammarskjöld: «ora capisco che in confronto a lui io sono un piccolo uomo: lui è stato il più grande statista del nostro secolo». |                                                |               |                          |                                                               |
| ―  | U Thant                 | U Thant (1909–1974) | ad interim: 3 novembre 1961 – 30 novembre 1962 | Birmania      | Asia e Pacifico          | Segretario generale ad interim dopo la morte di Hammarskjöld. |
| 3  | U Thant                 | U Thant (1909–1974) | 1º dicembre 1962 – 31 dicembre 1971            | Birmania      | Asia e Pacifico          | Eletto per tre mandati, rifiutò il quarto                     |
| 3  | U Thant                 | Dopo la morte di Hammarskjöld le nazioni in via di sviluppo insistettero per un candidato che non fosse europeo o americano, ed emerse la candidatura di U Thant, che fu eletto. Tuttavia, a causa dell'opposizione della Francia e dei Paesi arabi (Thant aveva presieduto la commissione per l'indipendenza dell'Algeria, e la Birmania sosteneva Israele), Thant fu eletto solo per il periodo rimanente del mandato di Hammarskjöld, divenendo il primo asiatico a ricoprire la carica di segretario. Il 30 novembre 1962 fu rieletto all'unanimità per un mandato di soli quattro anni, e il 2 dicembre 1966 ricevette un pieno mandato di 5 anni fino al 31 dicembre 1971. Non si ricandidò per un ulteriore mandato.                                  |                                                |               |                          |                                                               |
| 4  | Kurt Waldheim           | Kurt Waldheim (1918–2007) | 1º gennaio 1972 – 31 dicembre 1981             | Austria       | Europa occidentale       | La Cina pose il veto per un terzo mandato.                    |
| 4  | Kurt Waldheim           | Waldheim lanciò una discreta ma efficace campagna per diventare segretario Generale. Nonostante i veti iniziali di Cina e Regno Unito, al terzo turno Waldheim fu eletto. Nel 1976 di nuovo la Cina tentò il blocco della sua riconferma, ma cedette al secondo ballottaggio. Nel 1981 fu per la terza volta la Cina a opporsi alla rielezione di Waldheim ponendo il veto per 15 votazioni. Alla metà degli anni ottanta Waldheim fu sospettato di aver compiuto crimini di guerra dalla commissione dell'ONU delle Nazioni Unite a ciò preposta per il suo coinvolgimento con l'esercito nazista tedesco. I documenti furono acquisiti all'archivio delle Nazioni Unite.                                                                                   |                                                |               |                          |                                                               |
| 5  | Javier Pérez de Cuéllar | Javier Pérez de Cuéllar (1920–2020) | 1º gennaio 1982 – 31 dicembre 1991             | Perù          | America latina e Caraibi | Eletto per due mandati, rifiutò il terzo.                     |
| 5  | Javier Pérez de Cuéllar | Pérez de Cuéllar fu eletto dopo cinque settimane di stallo tra la rielezione di Waldheim e il candidato imposto dalla Cina, il tanzaniano Salim Ahmed Salim. Pérez de Cuéllar, un diplomatico peruviano, già ambasciatore in Svizzera, fu un candidato di compromesso e, al momento dell'elezione, anche il primo segretario generale dell'America Latina. Fu rieletto all'unanimità nel 1986, ma rifiutò di candidarsi nuovamente alla scadenza del secondo mandato. |                                                |               |                          |                                                               |
| 6  | Boutros Boutros-Ghali   | Boutros Boutros-Ghali (1922–2016) | 1º gennaio 1992 – 31 dicembre 1996             | Egitto        | Africa                   | Gli Stati Uniti posero il veto per un secondo mandato.        |
| 6  | Boutros Boutros-Ghali   | I 102 membri del movimento dei paesi non allineati insistettero perché il nuovo segretario Generale provenisse dall'Africa. Con la maggioranza dell'assemblea generale e il sostegno della Cina, il movimento ebbe i voti necessari per bloccare i candidati ad essi sgraditi. Il Consiglio di Sicurezza per la prima volta portò avanti cinque sondaggi informali. Boutros-Ghali emerse con undici voti a favore alla quinta votazione. Nel 1996 gli Stati Uniti posero il veto alla riconferma di Boutros-Ghali, motivandolo con il suo fallimento del progetto di riforma delle Nazioni Unite. |                                                |               |                          |                                                               |
| 7  | Kofi Annan              | Kofi Annan (1938–2018) | 1º gennaio 1997 – 31 dicembre 2006             | Ghana         | Africa                   | Ritirato dopo due mandati pieni.                              |
| 7  | Kofi Annan              | Kofi Annan fu il secondo africano a divenire segretario generale. Il 13 dicembre 1996 il Consiglio di Sicurezza lo raccomandò per la carica e quattro giorni più tardi l'assemblea generale lo elesse; entrò in carica il 1º gennaio 1997 e cinque anni più tardi il suo mandato fu riconfermato fino al 31 dicembre 2006. |                                                |               |                          |                                                               |
| 8  | Ban Ki-moon             | Ban Ki-moon (1944) | 1º gennaio 2007 – 31 dicembre 2016             | Corea del Sud | Asia e Pacifico          | Ritirato dopo due mandati pieni.                              |
| 8  | Ban Ki-moon             | Secondo asiatico a ricoprire la carica di segretario generale, Ban Ki-moon fu eletto all'unanimità per un secondo mandato il 21 giugno 2011. Il secondo mandato decorre dal 1º gennaio 2012. Prima della sua elezione fu ministro degli esteri della Corea del Sud da gennaio 2004 a novembre 2006. |                                                |               |                          |                                                               |
| 9  | António Guterres        | António Guterres (1949) | dal 1º gennaio 2017                            | Portogallo    | Europa occidentale       | In carica. In corso il secondo mandato.                       |
| 9  | António Guterres        | È il quinto europeo a ricoprire la carica di segretario generale, il primo dai tempi dell'austriaco Kurt Waldheim (1972 - 1981). Prima della sua elezione è stato Alto commissario delle Nazioni Unite per i rifugiati da giugno 2005 a dicembre 2015 e primo ministro del Portogallo dal 1995 al 2002. |                                                |               |                          |                                                               |